# Араукарієві
Араукарієві (Araucariaceae) — дуже давня родина хвойних дерев. Вони досягли максимальної різноманітності протягом Юрського і Крейдового періодів, коли вони існували майже у всьому світі. У кінці Крейдового періоду, коли динозаври вже вимерли, те ж сталося і з араукарієвими в північній півкулі.

## Характеристики
Вічнозелені дерева з розташованими по спіралі, вузькими або широкими листками, часто з паралельними жилками. Дводомні або однодомні. Чоловічі шишки відносно великі, циліндричні, з численними спорофілами, пилкові зерна безкрилі. Жіночі шишки зазвичай стоячі, від майже кулястих до яйцюватих, з терміном визрівання в два роки, відносно великі і молочні, падають наприкінці строку.

## Поширення
У першу чергу живуть у південній півкулі. Майже всі види знаходяться в тропічному лісі, основними виключеннями є гірська Araucaria araucana з Південної Америки і вид Araucaria знайдений у Новій Каледонії. У більшості формацій вони є одними з найбільших і найвищих дерев, незважаючи на це, вони, як правило, не в змозі регенерувати під щільним пологом за відсутності порушень.